# かなり純情
「かなり純情」（かなりじゅんじょう）は、空野葵（CV.北原沙弥香）の2枚目のシングル。2011年11月9日にFRAMEから発売された。

## 概要
初回生産限定盤・通常盤の2種リリースであり、初回生産限定盤にはDVD・通常盤にはイナズマイレブンGOカードゲームプロモカードが1種付属している。また、初回生産限定盤のDVDの内容はプロモーションビデオ・アニメのエンディング映像である。
「イマドキの恋愛の青春感」をテーマとした表題曲「かなり純情」は、テレビアニメ『イナズマイレブンGO』のエンディングテーマに起用された。曲調は前作と違いテクノポップである。なお、北原本人は恋愛に興味はなく、学園ものの少女漫画を読んでからレコーディングに挑んだとしている。また、プロモーションビデオも作成されており「ストーリー的な、物語風」なものに仕上がっている。
カップリングの「窓側から愛をこめて」は、席替えによって好きな男子と席が離れてしまった女子の事を歌ったバラード曲である。

## 発売記念イベント
シングル発売を記念し、各地で発売記念イベント/キャンペーンが行われた。
| 公演日   | 都道府県 | 会場                 | 形態                                                                                  | 備考   |
| -------- | -------- | -------------------- | ------------------------------------------------------------------------------------- | ------ |
| 11月9日  | 東京都   | アニメイト新宿店     | 一日店長（名刺配布・ お出迎え業務・サイン会）                                         | [ 6 ]  |
| 11月12日 | 神奈川県 | アニメイト横浜店     | イベント                                                                              | [ 7 ]  |
| 11月13日 | 埼玉県   | 大宮ステラタウン     | イベント                                                                              | [ 8 ]  |
| 12月3日  | 東京都   | 新星堂本社地下ホール | ミニライブ・握手会                                                                    | [ 9 ]  |
| 12月10日 | 山梨県   | アニメイト甲府       | 一日店長（リニューアル開店記念グッズのお渡し 店長業務）・トーク・ミニライブ・サイン会 | [ 10 ] |

## 収録曲
（全作詞：mildsalt、編曲：菊谷知樹）
1. かなり純情 [4:03]
作曲：河原嶺旭
  - テレビアニメ『イナズマイレブンGO』エンディングテーマ
2. 窓側から愛をこめて [4:10]
作曲：福本公四郎
3. かなり純情（オリジナル・カラオケ）
4. 窓側から愛をこめて（オリジナル・カラオケ）